# 兆嘉乡
兆嘉乡，是中华人民共和国四川省眉山市仁寿县曾经下辖的一个乡。2019年12月，撤销兆嘉乡，将其所属行政区域划归满井镇管辖。

## 行政区划
兆嘉乡撤销前下辖以下地区：
仓田村、努力村、安乐村、高家村、辉煌村和踏桥村。